# Роосна-Аллікуська сільська рада
Ро́осна-А́ллікуська сільська рада (ест. Roosna-Alliku külanõukogu, рос. Роосна-Алликуский сельский совет) — сільська рада в Естонській РСР та Естонській Республіці, адміністративно-територіальна одиниця в складі повіту Ярвамаа (1945—1950, 1990—1992) та Пайдеського району (1950—1954, 1987—1990).

## Населені пункти
Адміністративний центр — селище Роосна-Алліку (Roosna-Alliku alevik).
Станом на 1989 рік сільській раді підпорядковувалися населені пункти: селище Роосна-Алліку та 8 сіл:
Аллік'ярве (Allikjärve), Валасті (Valasti), Війзу (Viisu), Каарука (Kaaruka), Кігме (Kihme), Кірісааре (Kirisaare), Кодазема (Kodasema), Коорді (Koordi).

## Історія

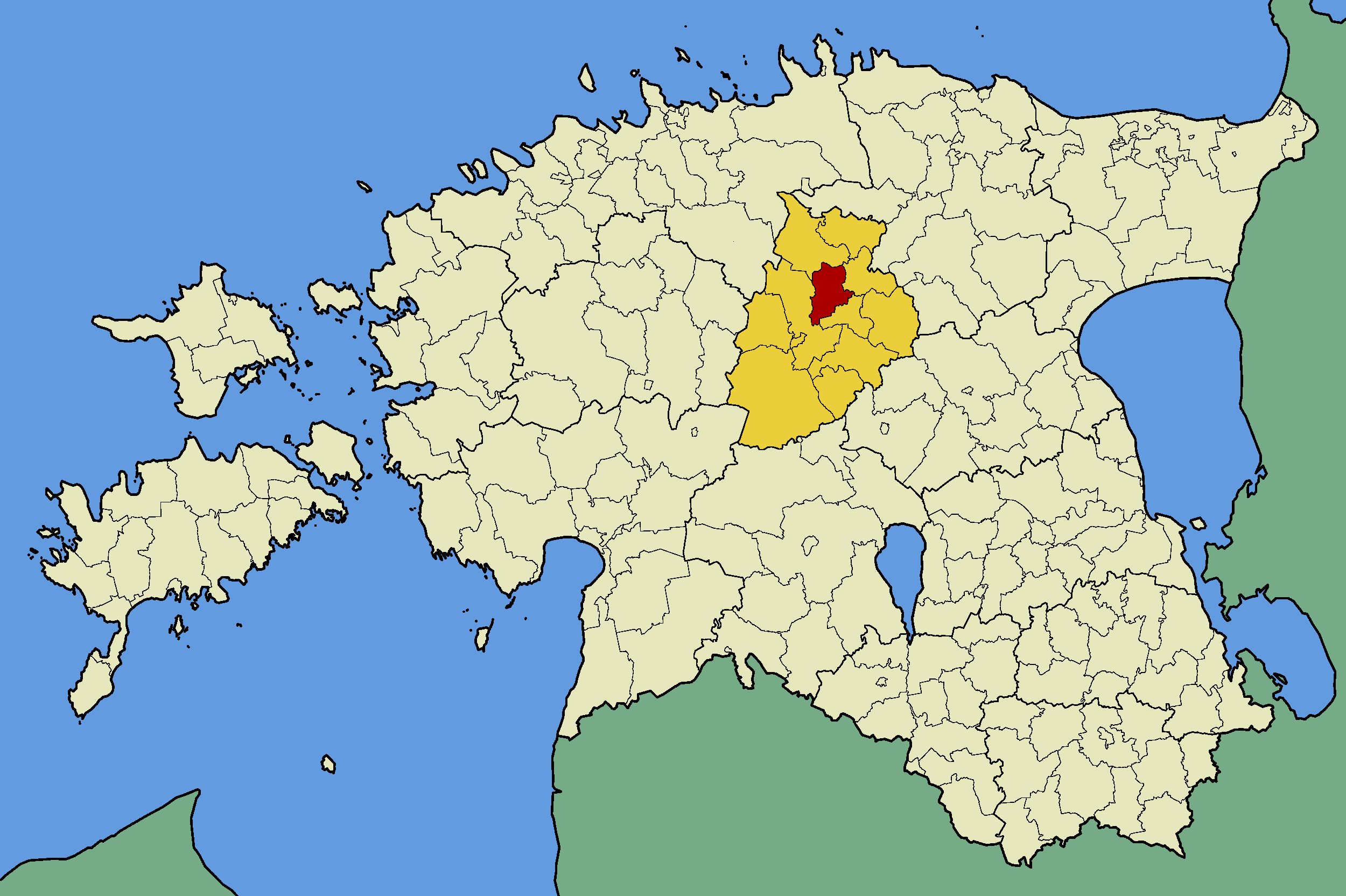
Волость Роосна-Алліку після 1992 року

8 серпня 1945 року на території волості Вигмута в Ярваському повіті утворена Роосна-Аллікуська сільська рада з центром у поселенні Роосна-Алліку. 
26 вересня 1950 року, після скасування в Естонській РСР повітового та волосного поділу, сільська рада ввійшла до складу новоутвореного Пайдеського сільського району.
20 березня 1954 року відбулася зміна кордонів між районами Естонської РСР, зокрема з Роосна-Аллікуської сільради виключені 50,64 га земель колгоспу «Югісйиуд» («Колективна сила», «Ühisjõud») і приєднані до Ярва-Мадізеської сільської ради Тапаського району.
17 червня 1954 року в процесі укрупнення сільських рад Естонської РСР Роосна-Аллікуська сільська рада ліквідована. Її територія склала західну частину  Ярва-Яаніської сільської ради.
26 березня 1987 року відновлена Роосна-Аллікуська сільська рада на територіях, відокремлених від сільрад Пайдеського району:
- Пайдеської 4964 га — землі Аллікуського радгоспу та села: Кірісааре, Коорді, Війзу;
- Еснаської 1577 га — землі Аллікуського радгоспу, село Кодазема та частина території села Есна;
- Ярва-Яаніської 6800 га — землі Аллікуського радгоспу, села: Аллік'ярве, Валасті, Каарука, Кігме та сільське селище Роосна-Алліку.

7 травня 1992 року Роосна-Аллікуська сільська рада перетворена у волость Роосна-Алліку з отриманням статусу самоврядування.